# Listă de nume românești - litera I
Această pagină, supusă continuu îmbunătățirii, conține peste 1100 de nume de familie românești care încep cu litera I.
| Ia - Iaba (wikt) - Iablonschi (wikt) - Iacabaș (wikt) - Iacata (wikt) - Iaciu (wikt) - Iaco (wikt) - Iacob (wikt) - Iacoban (wikt) - Iacobaș (wikt) - Iacobeanu (wikt) - Iacobescu (wikt) - Iacobeț (wikt) - Iacobi (wikt) - Iacobici (wikt) - Iacobiță (wikt) - Iacoboae (wikt) - Iacoboaea (wikt) - Iacoboaei (wikt) - Iacoboaie (wikt) - Iacoboaiea (wikt) - Iacoboea (wikt) - Iacobofschi (wikt) - Iacoboni (wikt) - Iacobovici (wikt) - Iacobuș (wikt) - Iacobuț (wikt) - Iacobuța (wikt) - Iacobuță (wikt) - Iacobuțe (wikt) - Iacobuți (wikt) - Iacomi (wikt) - Iacomie (wikt) - Iacomir (wikt) - Iacopciuc (wikt) - Iacoș (wikt) - Iacov (wikt) - Iacovache (wikt) - Iacovania (wikt) - Iacovescu (wikt) - Iacovete (wikt) - Iacovici (wikt) - Iacoviță (wikt) - Iacovoanea (wikt) - Iacșa (wikt) - Iacub (wikt) - Iacubovici (wikt) - Iacup (wikt) - Iagamoș (wikt) - Iagăr (wikt) - Iagăru (wikt) - Iagher (wikt) - Iaghilescu (wikt) - Iagodici (wikt) - Iaia (wikt) - Ialina (wikt) - Ialomițeanu (wikt) - Ialomițianu (wikt) - Iamandache (wikt) - Iamandachi (wikt) - Iamandei (wikt) - Iamandeiu (wikt) - Iamandescu (wikt) - Iamandi (wikt) - Iamandică (wikt) - Iamandie (wikt) - Iamandii (wikt) - Iamandoiu (wikt) - Iambor (wikt) - Iamcu (wikt) - Iamșec (wikt) - Iana (wikt) - Ianache (wikt) - Ianăș (wikt) - Ianășel (wikt) - Ianăși (wikt) - Ianău (wikt) - Ianat (wikt) - Ianc (wikt) - Ianca (wikt) - Iancău (wikt) - Iancea (wikt) - Ianchiș (wikt) - Iancic (wikt) - Ianciof (wikt) - Iancolovici (wikt) - Iancovescu (wikt) - Iancoviciu (wikt) - Iancu (wikt) - Iancula (wikt) - Ianculescu (wikt) - Ianculovici (wikt) - Iancului (wikt) - Iancușor (wikt) - Iancuța (wikt) - Ianda (wikt) - Iane (wikt) - Ianica (wikt) - Ianicec (wikt) - Ianici (wikt) - Ianițcaia (wikt) - Ianole (wikt) - Ianoș (wikt) - Ianoșel (wikt) - Ianoșevici (wikt) - Ianoși (wikt) - Ianoșic (wikt) - Ianoșiga (wikt) - Ianoșigă (wikt) - Ianovici (wikt) - Ianța (wikt) - Ianțoc (wikt) - Ianțu (wikt) - Ianuș (wikt) - Ianușco (wikt) - Ianușevici (wikt) - Ianușevschi (wikt) - Iapăscurtă (wikt) - Iarca (wikt) - Iareș (wikt) - Iaroș (wikt) - Iaroslavschi (wikt) - Iarovici (wikt) - Iaru (wikt) - Iaș (wikt) - Iascău (wikt) - Iasilcovschi (wikt) - Iasinovschi (wikt) - Iasinschi (wikt) - Iaslău (wikt) - Iatagan (wikt) - Iatan (wikt) - Iavaș (wikt) - Iaviță (wikt) - Iavnic (wikt) - Iavorenciuc (wikt) - Iavornic (wikt) - Iavorovschi (wikt) - Iavorschi (wikt) - Iavorschii (wikt) - Iavu (wikt) - Iaz (wikt) - Iazu (wikt) | Ib - Ibănescu (wikt) - Ibcea (wikt) - Ibjeș (wikt) - Iblaga (wikt) - Ibrăileanu (wikt) - Ibraș (wikt) - Ibrași (wikt) - Ibrea (wikt) - Ibrian (wikt) - Ibrion (wikt) - Ibrișin (wikt) | Ic - Ică (wikt) - Icălaș (wikt) - Icățoiu (wikt) - Ichim (wikt) - Ichima (wikt) - Ichimaș (wikt) - Ichimescu (wikt) - Icinschi (wikt) - Iclănzan (wikt) - Icleanu (wikt) - Iclenzan (wikt) - Iclodean (wikt) - Icloș (wikt) - Iclozan (wikt) - Icma (wikt) - Icobescu (wikt) - Icodim (wikt) - Iconam (wikt) - Iconar (wikt) - Iconăreasa (wikt) - Iconaru (wikt) - Iconomescu (wikt) - Icosaru (wikt) - Icoveanu (wikt) - Icovoiu (wikt) - Icu (wikt) - Icușcă (wikt) | Id - Idamin (wikt) - Idiceanu (wikt) - Idiță (wikt) - Idițoiu (wikt) - Idolu (wikt) - Idorași (wikt) - Idriceanu (wikt) - Idu (wikt) | Ie - Iecenia (wikt) - Iederan (wikt) - Iedo (wikt) - Ieduțianu (wikt) - Iefta (wikt) - Ieftemie (wikt) - Ieftimie (wikt) - Iegăr (wikt) - Iela (wikt) - Ielcean (wikt) - Ielceanu (wikt) - Ielciu (wikt) - Ielescu (wikt) - Ieli (wikt) - Ienachi (wikt) - Ienășescu (wikt) - Ienășoaie (wikt) - Ienci (wikt) - Iencia (wikt) - Ienciu (wikt) - Iencușor (wikt) - Iencuța (wikt) - Ienea (wikt) - Ienei (wikt) - Ieneșel (wikt) - Ieni (wikt) - Ienibace (wikt) - Ienoșoi (wikt) - Ienovan (wikt) - Ienșcu (wikt) - Ienulescu (wikt) - Ienuș (wikt) - Ienuțaș (wikt) - Iepan (wikt) - Iepuraș (wikt) - Iepure (wikt) - Iepureanu (wikt) - Iepuri (wikt) - Iercan (wikt) - Iercoșan (wikt) - Ieremciuc (wikt) - Ieremi (wikt) - Ieremia (wikt) - Ieremiaș (wikt) - Ieremici (wikt) - Ieremiciu (wikt) - Ieremie (wikt) - Iereminciuc (wikt) - Ierghie (wikt) - Ierima (wikt) - Ierimia (wikt) - Ierina (wikt) - Iernean (wikt) - Iernuțan (wikt) - Ierulescu (wikt) - Ierunca (wikt) - Ieșan (wikt) - Ieșanu (wikt) - Ieșeanu (wikt) - Iețcu (wikt) - Ieva (wikt) - Ievuța (wikt) - Ievuță (wikt) | If - Ifca (wikt) - Ifcea (wikt) - Ifcovici (wikt) - Ifrim (wikt) - Ifrimescu (wikt) - Ifrimi (wikt) - Ifrosă (wikt) - Ifteime (wikt) - Ifteme (wikt) - Iftemi (wikt) - Iftemia (wikt) - Iftemie (wikt) - Iften (wikt) - Iftene (wikt) - Ifteni (wikt) - Iftenie (wikt) - Iftim (wikt) - Iftime (wikt) - Iftimescu (wikt) - Iftimi (wikt) - Iftimia (wikt) - Iftimiciuc (wikt) - Iftimie (wikt) - Iftimiea (wikt) - Iftimiță (wikt) - Iftimiu (wikt) - Iftimoae (wikt) - Iftimoaia (wikt) - Iftimoaie (wikt) - Iftimovici (wikt) - Iftimuță (wikt) - Iftinca (wikt) - Iftincă (wikt) - Iftinchi (wikt) - Iftinică (wikt) - Iftinoaie (wikt) - Iftinoiu (wikt) - Iftinuță (wikt) - Iftode (wikt) - Iftodi (wikt) - Iftodiu (wikt) | Ig - Iga (wikt) - Igan (wikt) - Igar (wikt) - Igaș (wikt) - Igeaua (wikt) - Igescu (wikt) - Ighian (wikt) - Ighișan (wikt) - Igiescu (wikt) - Igiroșanu (wikt) - Igna (wikt) - Ignac (wikt) - Ignăchiuc (wikt) - Ignat (wikt) - Ignăteanu (wikt) - Ignatencu (wikt) - Ignătescu (wikt) - Ignatiuc (wikt) - Ignătiuc (wikt) - Ignătoaie (wikt) - Ignătoiu (wikt) - Ignea (wikt) - Ignuța (wikt) - Igoianu (wikt) - Igreț (wikt) - Igreți (wikt) - Igriț (wikt) - Igura (wikt) | Ih - Ihiș (wikt) - Ihiși (wikt) - Ihnatiuc (wikt) - Ihora (wikt) - Ihoș (wikt) - Ihuțiu (wikt) |

| Ij - Ijac (wikt) - Ijdelea (wikt) | Il - Ila (wikt) - Ilaci (wikt) - Ilade (wikt) - Iladie (wikt) - Ilarian (wikt) - Ilarie (wikt) - Ilaș (wikt) - Ilașc (wikt) - Ilașcă (wikt) - Ilașcu (wikt) - Ilași (wikt) - Ilășoaea (wikt) - Ilășoaia (wikt) - Ilău (wikt) - Ilban (wikt) - Ilc (wikt) - Ilca (wikt) - Ilchi (wikt) - Ilciuc (wikt) - Ilcu (wikt) - Ilcuș (wikt) - Ilcuță (wikt) - Ile (wikt) - Ilea (wikt) - Ileana (wikt) - Ileană (wikt) - Ileașcu (wikt) - Ileciu (wikt) - Ilena (wikt) - Ileni (wikt) - Ilepan (wikt) - Ileș (wikt) - Ilescu (wikt) - Ilfoveanu (wikt) - Ilia (wikt) - Ilian (wikt) - Ilianu (wikt) - Iliaș (wikt) - Iliașa (wikt) - Iliașcu (wikt) - Iliași (wikt) - Ilică (wikt) - Ilicea (wikt) - Ilicevici (wikt) - Ilici (wikt) - Ilicievici (wikt) - Iliciuc (wikt) - Ilicu (wikt) - Ilicuță (wikt) - Ilie (wikt) - Iliea (wikt) - Ilieacu (wikt) - Ilieaș (wikt) - Ilieasa (wikt) - Iliei (wikt) - Ilienescu (wikt) - Ilier (wikt) - Ilieș (wikt) - Iliescu (wikt) - Ilieșe (wikt) - Ilieși (wikt) - Ilieșiu (wikt) - Ilieșu (wikt) - Ilieu (wikt) - Ilievici (wikt) - Ilihoș (wikt) - Ilii (wikt) - Ilin (wikt) - Ilina (wikt) - Ilinca (wikt) - Ilincan (wikt) - Ilincariu (wikt) - Ilincaru (wikt) - Ilincău (wikt) - Ilincescu (wikt) - Ilincioiu (wikt) - Ilincuță (wikt) - Ilinescu (wikt) - Ilinoiu (wikt) - Ilioaea (wikt) - Ilioaia (wikt) - Ilioi (wikt) - Ilioie (wikt) - Ilioiu (wikt) - Ilion (wikt) - Ilioni (wikt) - Iliovici (wikt) - Iliș (wikt) - Ilisăi (wikt) - Ilișanu (wikt) - Ilișe (wikt) - Ilisei (wikt) - Ilișescu (wikt) - Ilisie (wikt) - Ilișiu (wikt) - Ilișoi (wikt) - Ilișoiu (wikt) - Ilișu (wikt) - Ilișuan (wikt) - Ilițiu (wikt) - Ilițoi (wikt) - Iliu (wikt) - Iliuc (wikt) - Iliușcă (wikt) - Iliuț (wikt) - Iliuță (wikt) - Iliuțeanu (wikt) - Ilnițchi (wikt) - Iloae (wikt) - Iloaei (wikt) - Iloaia (wikt) - Iloaie (wikt) - Iloc (wikt) - Iloe (wikt) - Iloieș (wikt) - Iloiu (wikt) - Ilona (wikt) - Iloncăi (wikt) - Ilonta (wikt) - Ilovan (wikt) - Ilțescu (wikt) - Iluan (wikt) - Iluc (wikt) - Ilucă (wikt) - Ilușcă (wikt) - Iluț (wikt) - Iluță (wikt) - Iluțan (wikt) - Iluțiu (wikt) - Iluțoaei (wikt) - Ilzeș (wikt) | Im - Imbăruș (wikt) - Imbărușiu (wikt) - Imbrea (wikt) - Imbrescu (wikt) - Imbri (wikt) - Imbrișcă (wikt) - Imbroaie (wikt) - Imbroane (wikt) - Imbuzan (wikt) - Imceu (wikt) - Imecș (wikt) - Imireanu (wikt) - Impău (wikt) - Imrea (wikt) | In - Inache (wikt) - Incău (wikt) - Incean (wikt) - Inceu (wikt) - Incicău (wikt) - Inciulescu (wikt) - Inclănzan (wikt) - Inclenzan (wikt) - Inclezan (wikt) - Incu (wikt) - Inculeț (wikt) - Indolean (wikt) - Indrea (wikt) - Indrecan (wikt) - Indrei (wikt) - Indreica (wikt) - Indreieș (wikt) - Indreiu (wikt) - Indreș (wikt) - Indricău (wikt) - Indrie (wikt) - Indrieș (wikt) - Indru (wikt) - Inel (wikt) - Inereanu (wikt) - Inescu (wikt) - Ingeaua (wikt) - Ingineru (wikt) - Iniceru (wikt) - Inimăroiu (wikt) - Inoan (wikt) - Inovan (wikt) - Inoveanu (wikt) - Inrieș (wikt) - Ința (wikt) - Ință (wikt) - Ințe (wikt) - Inurean (wikt) - Inureanu (wikt) | Io - Ioachim (wikt) - Ioachimciuc (wikt) - Ioachimescu (wikt) - Ioan (wikt) - Ioana (wikt) - Ioanăș (wikt) - Ioancă (wikt) - Ioancea (wikt) - Ioancu (wikt) - Ioaneș (wikt) - Ioaneșiu (wikt) - Ioani (wikt) - Ioaniciu (wikt) - Ioanid (wikt) - Ioanide (wikt) - Ioanițescu (wikt) - Ioanițiu (wikt) - Ioanițoaia (wikt) - Ioanițoiu (wikt) - Ioanovici (wikt) - Iobăcioiu (wikt) - Iobagi (wikt) - Iobagiu (wikt) - Iobaj (wikt) - Iocob (wikt) - Ioconomu (wikt) - Iocșa (wikt) - Iofcea (wikt) - Iofciu (wikt) - Iogea (wikt) - Iogu (wikt) - Iohan (wikt) - Iohne (wikt) - Ioia (wikt) - Ioica (wikt) - Ioil (wikt) - Ioja (wikt) - Iojă (wikt) - Iojan (wikt) - Ioje (wikt) - Iojea (wikt) - Iojescu (wikt) - Iojiban (wikt) - Iojică (wikt) - Iolea (wikt) - Ioleanu (wikt) - Iolu (wikt) - Iomer (wikt) - Ion (wikt) - Iona (wikt) - Ionac (wikt) - Ionache (wikt) - Ionachi (wikt) - Ionaș (wikt) - Ionășanu (wikt) - Ionașc (wikt) - Ionașcu (wikt) - Ionășescu (wikt) - Ionașiu (wikt) - Ionce (wikt) - Ioncea (wikt) - Ioncescu (wikt) - Ionche (wikt) - Ioncică (wikt) - Ioncio (wikt) - Ioncioaia (wikt) - Ionciu (wikt) - Ioncu (wikt) - Ione (wikt) - Ionea (wikt) - Ioneanu (wikt) - Ioneasa (wikt) - Ioneață (wikt) - Ioneci (wikt) - Ionel (wikt) - Ionela (wikt) - Ionele (wikt) - Ioneș (wikt) - Ionesc (wikt) - Ionesci (wikt) - Ionesco (wikt) - Ionescu (wikt) - Ionese (wikt) - Ionesei (wikt) - Ionesi (wikt) - Ioneși (wikt) - Ioneșia (wikt) - Ionești (wikt) - Ioneț (wikt) - Ionete (wikt) - Ionetecu (wikt) - Ioni (wikt) - Ionică (wikt) - Ioniceanu (wikt) - Ionicel (wikt) - Ioniceoaie (wikt) - Ionicescu (wikt) - Ioniche (wikt) - Ionichei (wikt) - Ionichi (wikt) - Ionichie (wikt) - Ionici (wikt) - Ionicia (wikt) - Ionicoiu (wikt) - Ionicu (wikt) - Ionicuț (wikt) - Ionilă (wikt) - Ionilete (wikt) - Ionisie (wikt) - Ionișoară (wikt) - Ionișor (wikt) - Ioniță (wikt) - Ionițe (wikt) - Ionițescu (wikt) - Ionițoaei (wikt) - Ionițoaia (wikt) - Ionițoaie (wikt) - Ionițoaiei (wikt) - Ionițoiu (wikt) - Ioniuc (wikt) - Ionoi (wikt) - Ionu (wikt) - Ionuș (wikt) - Ionuț (wikt) - Ionuța (wikt) - Ionuțaș (wikt) - Ionuțescu (wikt) - Ionuți (wikt) - Ioraș (wikt) - Iorca (wikt) - Iorda (wikt) - Iordache (wikt) - Iordăcheanu (wikt) - Iordăchel (wikt) - Iordăchescu (wikt) - Iordachi (wikt) - Iordăchi (wikt) - Iordăchianu (wikt) - Iordăchioaia (wikt) - Iordăchioaie (wikt) - Iordăchioiu (wikt) - Iordăchița (wikt) - Iordăchiță (wikt) - Iordăconiu (wikt) - Iordăcuță (wikt) - Iordăescu (wikt) - Iordaiche (wikt) - Iordăicuța (wikt) - Iordăicuță (wikt) - Iordan (wikt) - Iordănescu (wikt) - Iordănică (wikt) - Iordănoaea (wikt) - Iordănoaia (wikt) - Iordănoiu (wikt) - Iordoc (wikt) - Iorga (wikt) - Iorgan (wikt) - Iorganda (wikt) - Iorgaru (wikt) - Iorghi (wikt) - Iorgică (wikt) - Iorgoaia (wikt) - Iorgoiu (wikt) - Iorgoni (wikt) - Iorgoș (wikt) - Iorgovan (wikt) - Iorgoveanu (wikt) - Iorgovici (wikt) - Iorgu (wikt) - Iorgulescu (wikt) - Iorguș (wikt) - Iorgușor (wikt) - Iorguț (wikt) - Iorguță (wikt) - Iosa (wikt) - Ioșa (wikt) - Iosăgeanu (wikt) - Ioschici (wikt) - Iosepică (wikt) - Iosif (wikt) - Iosifaru (wikt) - Iosifescu (wikt) - Iosifian (wikt) - Iosim (wikt) - Iosimovici (wikt) - Iosip (wikt) - Iosipescu (wikt) - Iosiv (wikt) - Iosivan (wikt) - Iosivesc (wikt) - Iosivescu (wikt) - Iosu (wikt) - Iosub (wikt) - Iosupescu (wikt) - Iota (wikt) - Ioțca (wikt) - Ioțcu (wikt) - Iote (wikt) - Ioțovici (wikt) - Ioțu (wikt) - Iouraș (wikt) - Iov (wikt) - Iova (wikt) - Iovan (wikt) - Iovana (wikt) - Iovănaș (wikt) - Iovănel (wikt) - Iovănesc (wikt) - Iovănescu (wikt) - Iovănică (wikt) - Iovanovici (wikt) - Iovdan (wikt) - Iove (wikt) - Ioveanu (wikt) - Iovescu (wikt) - Iovici (wikt) - Iovicici (wikt) - Iovicin (wikt) - Iovin (wikt) - Ioviță (wikt) - Iovițe (wikt) - Iovițiu (wikt) - Iovițoiu (wikt) - Iovițoni (wikt) - Iovițu (wikt) - Iovu (wikt) - Iovulescu (wikt) - Iovuța (wikt) - Iozan (wikt) - Iozon (wikt) - Iozu (wikt) | Ip - Ipate (wikt) - Ipătescu (wikt) - Ipati (wikt) - Ipătoaei (wikt) - Ipsilat (wikt) | Ir - Irașoc (wikt) - Irașog (wikt) - Irava (wikt) - Iremciuc (wikt) - Iremia (wikt) - Irhașiu (wikt) - Iriceanu (wikt) - Irichevici (wikt) - Iriciuc (wikt) - Irime (wikt) - Irimeș (wikt) - Irimescu (wikt) - Irimi (wikt) - Irimia (wikt) - Irimiaș (wikt) - Irimiciuc (wikt) - Irimie (wikt) - Irimiea (wikt) - Irimieș (wikt) - Iriminescu (wikt) - Irimioiu (wikt) - Irimiș (wikt) - Irimiță (wikt) - Irimoaie (wikt) - Irimovici (wikt) - Irimu (wikt) - Irimuș (wikt) - Irimuț (wikt) - Irina (wikt) - Irinariu (wikt) - Irinaru (wikt) - Irinca (wikt) - Irinciuc (wikt) - Irincu (wikt) - Irindea (wikt) - Irinei (wikt) - Irinescu (wikt) - Irinici (wikt) - Irinoiu (wikt) - Iriș (wikt) - Iriza (wikt) - Irizoiu (wikt) - Irmia (wikt) - Irmilic (wikt) - Irod (wikt) - Irode (wikt) - Irodeanu (wikt) - Irodei (wikt) - Irodia (wikt) - Irodică (wikt) - Irofte (wikt) - Irofti (wikt) |

| Is - Isa (wikt) - Isaacilă (wikt) - Isac (wikt) - Isăceanu (wikt) - Isăcescu (wikt) - Isache (wikt) - Isachi (wikt) - Isăcilă (wikt) - Isacof (wikt) - Isacoff (wikt) - Isăconi (wikt) - Isacu (wikt) - Isai (wikt) - Isaia (wikt) - Isaic (wikt) - Isaicu (wikt) - Isăilă (wikt) - Isaincu (wikt) - Isaiu (wikt) - Isar (wikt) - Isare (wikt) - Isărescu (wikt) - Isari (wikt) - Isarie (wikt) - Isariu (wikt) - Isăroiu (wikt) - Isbașa (wikt) - Isbășescu (wikt) - Isbășoiu (wikt) - Isbiceanu (wikt) - Isciuc (wikt) - Iscoveanu (wikt) - Iscovescu (wikt) - Iscoviciu (wikt) - Iscru (wikt) - Iscruleasa (wikt) - Iscrulescu (wikt) - Iscu (wikt) - Ise (wikt) - Isepciuc (wikt) - Iserescu (wikt) - Isidor (wikt) - Islamovici (wikt) - Isleam (wikt) - Ismailescu (wikt) - Ismană (wikt) - Ismănescu (wikt) - Isoc (wikt) - Isofache (wikt) - Isofăchescu (wikt) - Isofachi (wikt) - Isop (wikt) - Isopencu (wikt) - Isopescu (wikt) - Isopescul (wikt) - Ispa (wikt) - Ispan (wikt) - Ispas (wikt) - Ispășoiu (wikt) - Ispir (wikt) - Ispirache (wikt) - Ispirescu (wikt) - Ispravă (wikt) - Ispravnic (wikt) - Isprăvnicelu (wikt) - Istan (wikt) - Istici (wikt) - Isticioaea (wikt) - Isticioaia (wikt) - Istine (wikt) - Istinie (wikt) - Istiuc (wikt) - Istoan (wikt) - Istocescu (wikt) - Istode (wikt) - Istodor (wikt) - Istodorescu (wikt) - Istodorie (wikt) - Istor (wikt) - Istovan (wikt) - Istrade (wikt) - Istrate (wikt) - Istrăteanu (wikt) - Istrătescu (wikt) - Istrati (wikt) - Istratie (wikt) - Istrătilă (wikt) - Istrățilă (wikt) - Istrătoaie (wikt) - Istrătoiu (wikt) - Istrățoiu (wikt) - Istrătucă (wikt) - Istrătușă (wikt) - Istrițeanu (wikt) - Istru (wikt) - Istudor (wikt) - Isvănescu (wikt) - Isvercian (wikt) - Isvoran (wikt) - Isvoranu (wikt) - Isvoreanu (wikt) | Iș - Ișan (wikt) - Ișfan (wikt) - Ișfănescu (wikt) - Ișfănoni (wikt) - Ișoveanu (wikt) - Ișpan (wikt) - Iștină (wikt) - Iștoc (wikt) - Iștovan (wikt) - Iștvan (wikt) - Iștvanfi (wikt) | It - Itîgan (wikt) - Itineanțiu (wikt) - Itineanțu (wikt) - Ititescu (wikt) - Itoafă (wikt) - Ittu (wikt) - Itu (wikt) - Itul (wikt) | Iț - Ițariu (wikt) - Ițcuș (wikt) - Ițelea (wikt) - Ițică (wikt) | Iu - Iubaș (wikt) - Iubiș (wikt) - Iubiși (wikt) - Iubitu (wikt) - Iubulescu (wikt) - Iucinu (wikt) - Iucu (wikt) - Iudan (wikt) - Iudean (wikt) - Iudeanu (wikt) - Iudin (wikt) - Iudoleanu (wikt) - Iudreiu (wikt) - Iueș (wikt) - Iuga (wikt) - Iugan (wikt) - Iuganu (wikt) - Iugulescu (wikt) - Iuha (wikt) - Iuhaș (wikt) - Iuhaz (wikt) - Iuho (wikt) - Iuhoș (wikt) - Iuja (wikt) - Iujă (wikt) - Iulian (wikt) - Iulincariu (wikt) - Iunian (wikt) - Iuon (wikt) - Iuonac (wikt) - Iuonaș (wikt) - Iuonoi (wikt) - Iuonoiu (wikt) - Iuonuț (wikt) - Iuoraș (wikt) - Iura (wikt) - Iurac (wikt) - Iurăceanu (wikt) - Iuraș (wikt) - Iurașcu (wikt) - Iurașog (wikt) - Iurca (wikt) - Iurcan (wikt) - Iurcea (wikt) - Iurchevici (wikt) - Iurciuc (wikt) - Iurco (wikt) - Iurcu (wikt) - Iurcuț (wikt) - Iurea (wikt) - Iurean (wikt) - Iureș (wikt) - Iurescu (wikt) - Iurescul (wikt) - Iureșel (wikt) - Iuret (wikt) - Iuria (wikt) - Iurian (wikt) - Iuriciuc (wikt) - Iurie (wikt) - Iuriea (wikt) - Iurieț (wikt) - Iuriș (wikt) - Iurniuc (wikt) - Iuroaia (wikt) - Iurovici (wikt) - Iuruc (wikt) - Iușan (wikt) - Iușca (wikt) - Iușcă (wikt) - Iușcu (wikt) - Iustian (wikt) - Iustin (wikt) - Iustinian (wikt) - Iustinianu (wikt) - Iușut (wikt) - Iuteș (wikt) - Iuțiș (wikt) - Iuțu (wikt) - Iuzbașa (wikt) | Iv - Ivan (wikt) - Ivana (wikt) - Ivancea (wikt) - Ivănceanu (wikt) - Ivăncel (wikt) - Ivăncescu (wikt) - Ivancia (wikt) - Ivăncioiu (wikt) - Ivanciu (wikt) - Ivanciuc (wikt) - Ivancu (wikt) - Ivăncuță (wikt) - Ivănel (wikt) - Ivaneș (wikt) - Ivănescu (wikt) - Ivănesei (wikt) - Ivăneț (wikt) - Ivănică (wikt) - Ivăniș (wikt) - Ivanischi (wikt) - Ivăniși (wikt) - Ivanițchi (wikt) - Ivaniuc (wikt) - Ivănoaie (wikt) - Ivănoiu (wikt) - Ivanoș (wikt) - Ivanoschi (wikt) - Ivanoși (wikt) - Ivanovici (wikt) - Ivanschi (wikt) - Ivănu (wikt) - Ivănucă (wikt) - Ivănuș (wikt) - Ivănușcă (wikt) - Ivănuț (wikt) - Ivănuță (wikt) - Ivaș (wikt) - Ivașc (wikt) - Ivașca (wikt) - Ivășcăescu (wikt) - Ivășcanu (wikt) - Ivașcău (wikt) - Ivășchescu (wikt) - Ivășcioiu (wikt) - Ivasciuc (wikt) - Ivașcu (wikt) - Ivasec (wikt) - Ivasiuc (wikt) - Ivcovici (wikt) - Ivescu (wikt) - Ivic (wikt) - Iviniș (wikt) - Ivireanu (wikt) - Ivnaciu (wikt) - Ivona (wikt) - Ivonicu (wikt) - Ivonoi (wikt) - Ivoraș (wikt) - Ivorciuc (wikt) - Ivu (wikt) - Ivuț (wikt) | Iz - Izagan (wikt) - Izbândă (wikt) - Izbașa (wikt) - Izbășescu (wikt) - Izbîndă (wikt) - Izchireanu (wikt) - Izdrăilă (wikt) - Izdrea (wikt) - Izdrescu (wikt) - Izgărean (wikt) - Izgăreanu (wikt) - Izgărian (wikt) - Izgherean (wikt) - Izgherian (wikt) - Izghirean (wikt) - Izichil (wikt) - Izină (wikt) - Izmană (wikt) - Izot (wikt) - Izota (wikt) - Izvănariu (wikt) - Izvercean (wikt) - Izvercian (wikt) - Izvernari (wikt) - Izvernariu (wikt) - Izvernicean (wikt) - Izverniceanu (wikt) - Izvor (wikt) - Izvoran (wikt) - Izvoranu (wikt) - Izvoreanu (wikt) - Izvucian (wikt) |